# Huperziàcies
Les huperziàcies (Huperziaceae) és una família que va proposar Werner Hugo Paul Rothmaler l'any 1962 dins de l'ordre Lycopodiales, per bé que la seva entitat és discutible i la tendència actual és a considerar-la una subfamília de la família Licopodiaceae, que llavors hauria d'anomenar-se en propietat:
- Huperzioideae W.H.Wagner & Beitel ex B.Øllg.(2016).[2]

## Taxonomia
Aquest grup contindria tres gèneres:
- Huperzia: 10-15 espècies terrestres.
- Phlegmariurus: sobre 300 espècies tropicals epífites.
- Phylloglossum: amb només una espècie terrestre (Phylloglossum drummondii).

El gèneres d'aquest grup són més sovint classificats dins la família Licopodiàcies i sembla que no hi ha consens suficients entre els botànics taxònoms per considerar-la una família globalment acceptada.